# Alexis Mijáilovich Románov
Alexis Mijáilovich de Rusia (en cirílico ruso: Алексей Михайлович; Tiflis, 28 de agosto de 1875 - San Remo, 2 de marzo de 1895) fue un gran duque de Rusia, hijo del gran duque Miguel Nikoláyevich de Rusia y de la princesa Cecilia de Baden.
Alexis en español es Alejo.

## Infancia
Fue el único Gran Duque que llevó el nombre y el patronímico del zar Alejo I de Rusia.
El Gran Duque Alexis pasó sus primeros en Georgia mientras su padre era el Gobernador General de las provincias rusas de Transcaucasia cargo que ejercía desde 1862. Cuando tenía siete años en 1882 su padre fue nombrado presidente del Consejo del Imperio y toda la familia se mudó a San Petersburgo. A los ocho años asistió a una ceremonia en el Palacio de Invierno y se interesó por ver todos los uniformes extranjeros, en particular el de los enviados orientales. Como todos los miembros masculinos de la familia imperial, Alexis estaba destinado a seguir una carrera militar.  Recibió una educación espartana que incluía dormir en catres del ejército y tomar baños fríos y fue educado en casa por tutores privados. Su padre, ocupado en asuntos militares y gubernamentales, siguió siendo una figura distante. Su madre era estricta en la disciplina y la fuerza dominante en la familia. Alexis fue educado estrictamente y sus hermanos mayores lo abrumaron. El emperador Alejandro III de Rusia le tenía mucho cariño, y cuando era niño, Alexis jugaba a menudo con sus hijos pequeños Miguel y Olga.

## Vida posterior
Considerado un niño brillante de corazón liberal y sinceridad absoluta, según su hermano Alejandro, Alexis era inteligente y vivaz. A la edad de dieciocho años, era alto, delgado, guapo, siempre vestido con su uniforme. Aproximadamente en 1890, Alexis comenzó a coleccionar sellos postales. A pesar de su juventud, el Gran Duque se convirtió en uno de los grandes coleccionistas de sellos. 
Conoció a muchos filatelistas destacados, al director del Museo Postal de Berlín y al personal de las revistas filatélicas. Fue miembro honorario de la rama de San Petersburgo de la Dresden International Marking Society y miembro de la London Marking Society.
Al ser bautizado en la fe ortodoxa, en sus puntos de vista religiosos internos, pertenecía más bien al protestantismo, lo cual era inusual entre su familia. La muerte de su madre en 1891 fue un duro golpe para la familia.

## Muerte
Para octubre de 1894 terminaba su formación en la marina cómo guardiamarina, cuando tuvo que hacerse a la mar, se metió en una tormenta y desarrolló lo que parecía ser un escalofrío, aunque fue neumonía bilateral, terminando en tuberculosis.  Su salud nunca había sido buena. Su primo, Cirilo, diría más tarde que el padre de Alexis se negó a dejarlo recuperarse, insistiendo en que era su deber terminar su entrenamiento. Como su salud era cada vez más delicada, fue enviado a San Remo, en Italia, pero los médicos no pudieron hacer nada, murió el 2 de marzo de 1895 antes de cumplir los 20 años. “La primera vez que usó su uniforme de guardiamarina”, escribió Cirilo, “fue en su ataúd”. Su hermano Alejandro, habló sobre su destino:

“Aunque yo estaba más apegado a él que a nadie en toda la familia, no me arrepiento de que haya muerto. Un chico inteligente con un corazón abierto y sinceridad absoluta, sufrió terriblemente en el ambiente del palacio".